# Kulla-Gulla
För andra betydelser, se Kulla-Gulla (olika betydelser).
Kulla-Gulla är en bokserie av Martha Sandwall-Bergström (1913–2000) som ursprungligen gavs ut i sju delar mellan 1945 och 1951.
Böckerna utspelar sig i Sverige i början av 1900-talet och sträcker sig över föräldralösa Kulla-Gullas första tid som fattighjon, först på en bondgård Blomgården dit hon kommer som sjuåring och på ett torp Kulla (under Höje herrgård) dit hon kommer som tolvåring, tills att hon är i 20-årsåldern och ska gifta sig.

## Bakgrund
Martha Sandwall-Bergström hade en bakgrund som författare till veckotidningsnoveller och följetonger när Bonniers förlag 1945 utlyste en tävling om bästa flickboken. Boken om Kulla-Gulla vann första pris. Det var inte författarens avsikt att skriva mer än en bok men populariteten hos läsekretsen ledde till att förlaget bad om en fortsättning vilket slutligen blev en hel serie om huvudpersonen.
Miljön och persongalleriet inklusive förebilden till Kulla-Gulla är hämtad från den karga småländska landsbygden där Martha Sandwall-Bergström växte upp. Familjen hade en frikyrklig förankring genom författarens far som var predikant i Svenska Alliansmissionen. Han övertog sedermera kuranstalten Lannaskede hälsobrunn och drev den tillsammans med hustrun som var sjuksköterska. När han tidigt avled sköttes verksamheten av hustrun och de fem barnen vilket gav en inblick i flera sociala sammanhang.

## Handling
Den första boken handlar om den tid då den föräldralösa Kulla-Gulla flyttar in hos torparen Karlberg, hustrun Ellen, barnen Johannis, tvillingarna Ville och Vera, Adolf (även kallad Lada) och lillungen Sossatina, döpt till Sofia Katarina. Det finns också en  skröplig gammelmor som är inhyst på vinden och som förväntas bistå med barntillsynen. Som torpare är man skyldig att utföra dagsverken på Höje herrgård och Kulla-Gulla måste då sköta hushållet och husdjuren vilket är tunga sysslor för en späd 12-åring. Till skolgång blir det bara tid två gånger i veckan. För att fysiskt orka med har hon utvecklat en egen strategi. Hon har ett uttalat rättsmedvetande och tar modigt ställning för den som är svag och utsatt såsom när Johannis utsätts för trakasserier av en skolkamrat eller av herrgårdens drängar när barnen deltar i potatisplockningen. Hon försvarar frimodigt sina handlingar inför läraren respektive patron på herrgården. Det ges ingen tid för kyrkobesök för torpets invånare utan gudstjänsten inskränks till att lyssna på kyrkklockornas klang på förstubron. Gammelmor har förmågan att förmedla visionen om ett ljuvligt paradis vilket Kulla-Gulla och Johannis tacksamt lyssnar till. När Ellen insjuknar och transporteras till sjukhuset lovar Kulla-Gulla att ta hand om barnen.   
I fortsättningen har Ellen avlidit och ansvaret för torpets invånare vilar starkt på Kulla-Gulla. Patron Sylvester på herrgården har fängslats av hennes frimodighet och likhet med hans döda dotter och det visar sig så småningom att hon faktiskt är hans dotterdotter. Hon blir därmed en herrgårdsfröken, flyttar in till herrgården, får en utbildning och god ekonomisk ställning. Men hon fortsätter att ta ansvar för Kulla-torpets barn och i sin nya ställning ser hon också sociala missförhållanden och fattigdom hos arbetare på herrgården. Hon möter kärleken i form av Tomas, den nya bokhållaren och makarna tar över herrgården.

## Betydelse
Sandwall-Bergström säger i en intervju att hon ville skapa en "god och rar flicka" som skulle tjäna som förebild och stimulera läsaren till reflexion.  Den första boken mottogs välvilligt av kritikerna medan de följande i serien stämplades som förljugen verklighetsflykt. Böckerna älskades av läsekretsen, har givits ut i flera upplagor, översatts till flera språk och har tillhört den mest utlånade bokserierna på biblioteken. Författaren tog illa vid sig av den negativa kritiken och uppgav att den var en bidragande orsak till familjens flytt till Spanien.  På senare år har man dock mer uppmärksammat att författaren med böckerna ger en realistisk bild av dåtida Sveriges fattigdom. Hon kallas en "barnens proletärförfattare" och sägs ha förespråkat barnkonventionen innan den formulerats. I en analys av Kulla-Gulla som karaktär har hon i en avhandling av Eva Söderberg beskrivits som "Askungen i en flickberättelse, en proletär Madonna eller feminist som utmanar patriarkatet". Hon har också beskrivits som en ekofeminist.
Cecilia Hagen anspelar på Kulla-Gulla i sina två böcker Kulla-Gulla i övergångsåldern - eller Nu fyller alla duktiga flickor 50 och Kulla-Gulla stretar vidare: lägesrapport vid 60+ där hon skriver om att vara kvinna i övergångsåldern och därefter.

## Böcker
Böckerna om Kulla-Gulla gavs ursprungligen ut i sju delar mellan 1945 och 1951. Dessa böcker delades senare upp i elva delar, utgivna mellan 1965 och 1968. Flera av böckerna är illustrerade av Elisabeth Kugelberg Christoffersson.
År 1972 utkom boken Kulla-Gulla på Blomgården som handlar om tiden före de första böckerna om Kulla-Gulla. 1986 gavs den fristående boken Kulla-Gulla på barnhemmet ut. Den handlar om Kulla-Gullas uppväxt på barnhemmet, och utspelar sig före Kulla-Gulla på Blomgården.
Det finns även två bilderböcker som heter Kulla-Gulla på barnhemmet och Kulla-Gulla lill-piga, vackert illustrerade av Eva Stålsjö.

### Första utgåvorna (1945-1951)
1. 1945 - Kulla-Gulla[13]
2. 1946 - Kulla-Gulla håller sitt löfte[14]
3. 1947 - Kullabarnen på herrgården[15]
4. 1948 - Kulla-Gulla i skolan[16]
5. 1949 - Kulla-Gullas sommarlov[17]
6. 1950 - Kulla-Gulla finner sin väg[18]
7. 1951 - Kulla-Gullas myrtenkrona[19]

### Kulla-Gullaserien (1965-1968)
1. 1965 - Kulla-Gulla[20]
2. 1965 - Kulla-Gulla håller sitt löfte[21]
3. 1965 - Kulla-Gulla vinner en seger[22]
4. 1966 - Kulla-Gulla på herrgården[23]
5. 1966 - Kulla-Gulla löser en gåta[24]
6. 1967 - Kulla-Gulla i skolan[25]
7. 1967 - Kulla-Gullas första bal[26]
8. 1967 - Kulla-Gullas sommarlov[27]
9. 1968 - Kulla-Gulla och Tomas Torpare[28]
10. 1968 - Kulla-Gulla finner sin väg[29]
11. 1968 - Kulla-Gullas myrtenkrona[30]

### Övriga böcker om Kulla-Gulla
- 1972 - Kulla-Gulla på Blomgården[31]
- 1986 - Kulla-Gulla på barnhemmet[32]
- 1987 - Kulla-Gulla lill-piga[33]

## Filmatiseringar
År 1956 blev Kulla-Gulla film, i regi av Håkan Bergström med Malou Fredén i titelrollen och bland annat Hugo Björne och Margaretha Bergström i övriga roller.
År 1986 spelades en TV-serie om Kulla-Gulla in, med regi av Gustav Wiklund. Kulla-Gulla spelades av Lisa Jarenskog, och bland övriga skådespelare kan nämnas Jarl Borssén och Jan Malmsjö.

## Dramatiseringar
År 2000 sändes en dramatisering av böckerna för radio.
År 2022 spelades föreställningen Kulla Gulla på Kulturhuset Stadsteatern i Stockholm. Dramatisering Åsa Lindholm, regi Marie Sid, i huvudrollen Maja Rung.

## Martha Sandwall-Bergströmsällskapet
År 2012 bildades Martha Sandwall-Bergströmsällskapet som bland annat vill stimulera intresset för och förståelsen av Kulla-Gullaböckerna och Sandwall-Bergströms övriga författarskap.